# 飞机综合数据系统
飞机综合数据系统（英語：Aircraft Integrated Data System，简称AIDS）是一种飞机系统，允许航空公司记录和/或监控飞机总线上的所有可用参数。例如空客A320等某些飞机有一个AIDS打印按钮，在MCDU（多用途控制显示器）编程模式下，可以打印纸面报告、DAR记录和通过ACARS传输一系列所选参数。